# Лизер, Оскар
Оскар Лизер (англ. Oscar Leeser) — американский политик и бизнесмен, занимал должность мэра Эль-Пасо.

## Биография
Родился 7 мая 1958 года в мексиканском городе Чиуауа. Когда Оскару было 9 лет его родители эмигрировали из Мексики в Соединённые Штаты Америки. В 1979 году Оскар Лизер устроился работать продавцом автомобилей в дилерский центр. В 2001 году был назначен руководителем дилерского центра Hyundai Motor в Эль-Пасо. В 2013 году победил с большим отрывом на выборах мэра Эль-Пасо в качестве кандидата от Демократической партии США, сменив на этом посту Джона Кука. В феврале 2017 года Оскар Лизер принял участие в массовой демонстрации в городе Сьюдад-Хуарес, направленной против планов американского президента Дональда Трампа по строительству стены на границе с Мексикой.
Оскар женат на Лизе Лизер. У пары четверо детей и пять внуков.